# アラバマ・シェイクス
アラバマ・シェイクス（Alabama Shakes）は、アメリカ合衆国アラバマ州アセンズを拠点とするロック・バンド。ギター・ヴォーカルのブリタニー・ハワード、ギタリストのヒース・フォッグ、ベーシストのザック・コックレル、ドラマーのスティーヴ・ジョンソンの4人組。
2009年に結成され、デビュー・アルバム『ボーイズ&ガールズ』（2012年）の成功により、第55回グラミー賞で最優秀新人賞を含む3部門にノミネートされる。2015年の2作目『サウンド&カラー』も高い評価を受け、第58回グラミー賞で3部門を受賞した。2018年より活動を休止している。

## 経歴

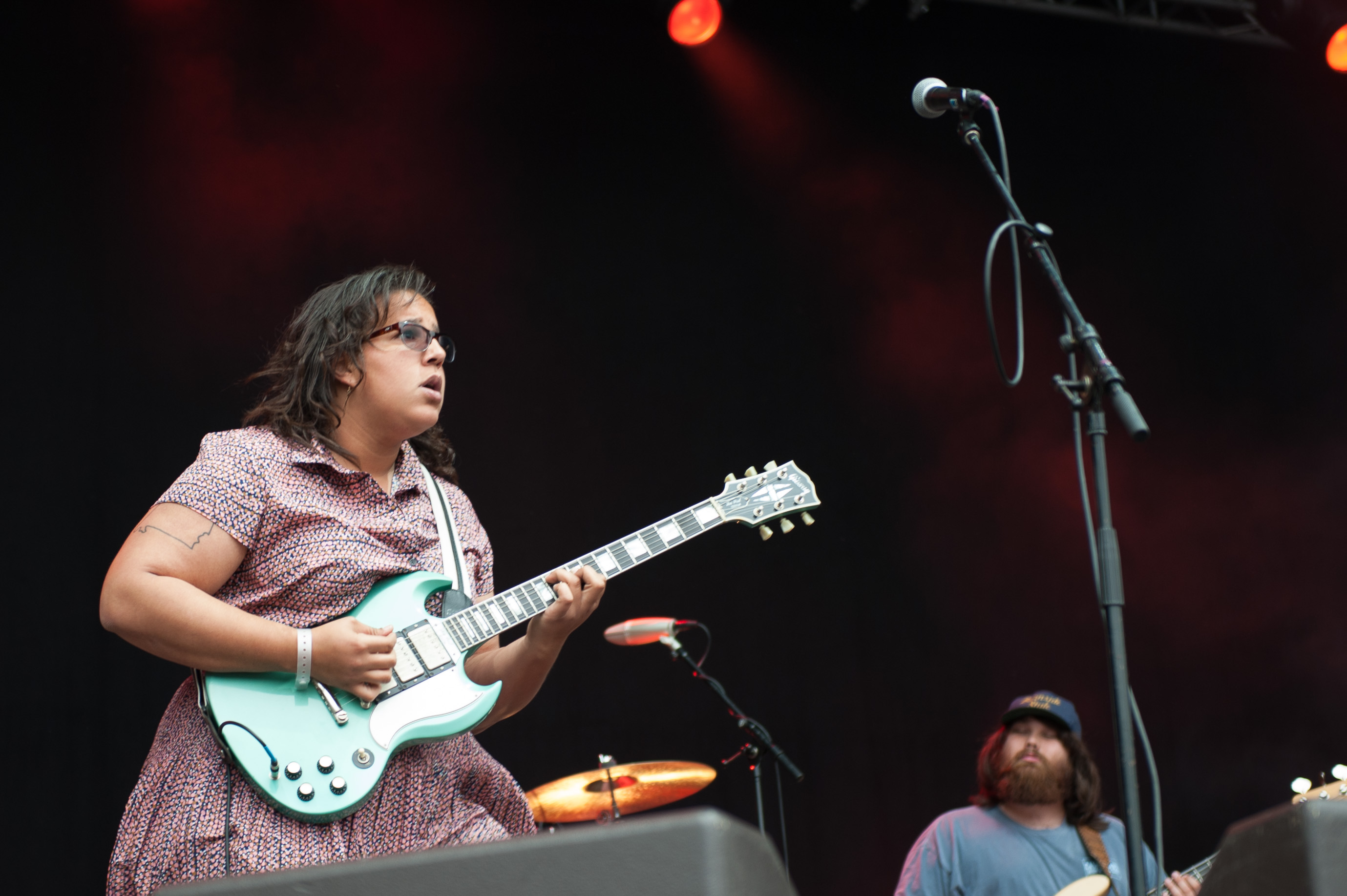
アラバマ・シェイクスのライブ（2013年）

リード・シンガーでギタリストのブリタニー・ハワードとベーシストのザック・コックレルが、高校の放課後に共に曲を書くようになったことからバンドが始まった。2人は、アラバマ州ライムストーン郡アセンズ近郊の東ライムストーン高校に通っていた。当初は、プログレッシブ・ロックなどの曲を演奏していたが、間もなくルーツ・ロックこそが自分たちのものだと気づくようになる。ふたりは、地元の音楽店で働いていたドラマーのスティーヴ・ジョンソンに、バンドに参加するよう声をかけた。ほどなく3人は、自分たちが書いた数曲を録音するため、アラバマ州ディケイターにあるクリアーウェイヴ・レコーディング・スタジオに赴いた。同スタジオには、プロデューサーのジェレミー・スティーヴンズがいた。この時のデモ音源を聴き、ギタリストのヒース・フォッグがバンドに参加することとなった。 
彼らは自作曲の制作もしていたが、45分間のショーを持たせるために、レッド・ツェッペリン、ジェームス・ブラウン、オーティス・レディング、AC/DCなど他のグループやミュージシャンの曲もカバーして演奏していた。当時の活動は、「ザ・シェイクス（The Shakes）」の名で行なわれた。後にバンドは、ザ・シェイクスと呼ばれる他のバンドと自らを区別するため、「アラバマ」の語を付け加えた「アラバマ・シェイクス」を改名とした。
アラバマ・シェイクスは、4曲入りEP『Alabama Shakes』を2011年9月に発表し、メディアの注目を集めた（注目したメディアの中にはNPRもあった）。これがきっかけとなり、CMJからイベントで演奏するよう招かれることとなった。 
2011年10月のCMJでの演奏が成功に終わると、『ニューヨーク・タイムズ』紙のジョン・ペアレーズがバンドに注目した。彼は、ハワードの歌を讃え（ジャニス・ジョプリンと比較するほどであった）、バンドの力強さと音楽的才能を賞賛したのであった。アラバマ・シェイクスの2011年後半の曲「You Ain't Alone」は、ゼールス宝飾の広告で使用され、MTVによるリスト「2012年の注目アーティスト11」にもバンドの名前が挙げられた。 
1年も経たないうちに、それまで無名であったアラバマ・シェイクスは、テネシー州ナッシュヴィルの歴史あるライマン公会堂、ロサンジェルスにあるザ・トルバドールやミュージック・ボックス・シアターのような会場で演奏するまでになった。
2011年11月に、イギリスのラフ・トレード・レコードおよびアメリカのATOレコードとバンドは契約を結んだ。2012年2月には、バンドはMTVUウッディー賞で「最優秀ライブ・パフォーマンス賞」の候補とされる。ジャック・ホワイトは、サード・マン・レコーズから一連のシングルを発表するよう打診した。 
バンドのファースト・アルバム『ボーイズ&ガールズ』は、2012年4月1日にインターネットで全曲がライブ・ストリーミングによって発表された。6月には、バンドはボナルー・フェスティバルの初日のヘッドライナーを務めた。同年7月にバンドは、ニューポート・フォーク・フェスティバルにも出演している。第55回グラミー賞で最優秀新人賞を含む3部門にノミネートされる。

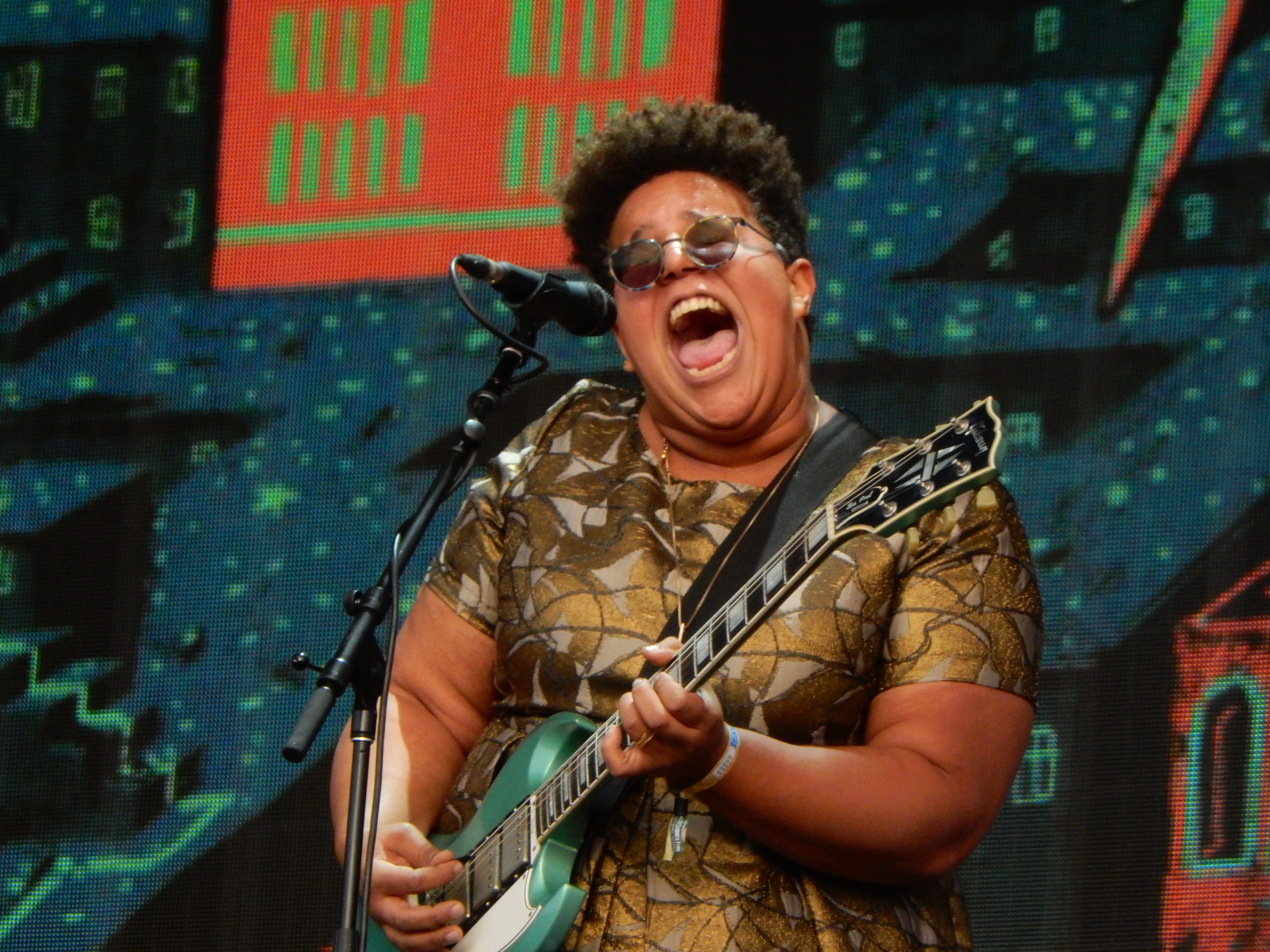
アラバマ・シェイクスのライブ（2016年）

2015年4月21日、2作目のアルバム『サウンド&カラー』をリリースし、全米1位を記録する。第58回グラミー賞では3部門を受賞した。
2018年からブリタニー・ハワードがソロ活動に専念するため、アラバマ・シェイクスの活動を休止した。

## メディアへの出演
バンドは、2012年2月7日放送の『コナン（Conan）』に出演し、全米放送のテレビ番組への初出演を果たした。彼らは、初のシングル「Hold On」を番組中に演奏した、Web限定放送のためには「I Ain't the Same」を演奏している。2012年4月12日にバンドは、『ディヴィッド・レターマンのレイト・ショー』で、レターマンの誕生日企画において演奏した。
彼らは、2012年4月24日放送の『Later... with Jools Holland』でイギリスのテレビに初出演する。この放送では、「Hold On」「Be Mine」「Hang Loose」を演奏した。2012年8月14日に、彼らは『ジミー・キンメル・ライブ!』にも出演している。
2012年9月、バンドはワイト島のフェスティバルに、ザ・エックス・エックスやスティーヴィー・ワンダーとならんで出演。彼らは2013年2月16日の「オースティン・シティ・リミッツ」に登場し、「Hold On」「Always Alright」「You Ain't Alone」「I Ain't the Same」「On Your Way」を演奏した。
2013年2月16日には、彼らは『サタデー・ナイト・ライブ』に出演し、「Hold On」「Always Alright」を演奏した。

## メンバー

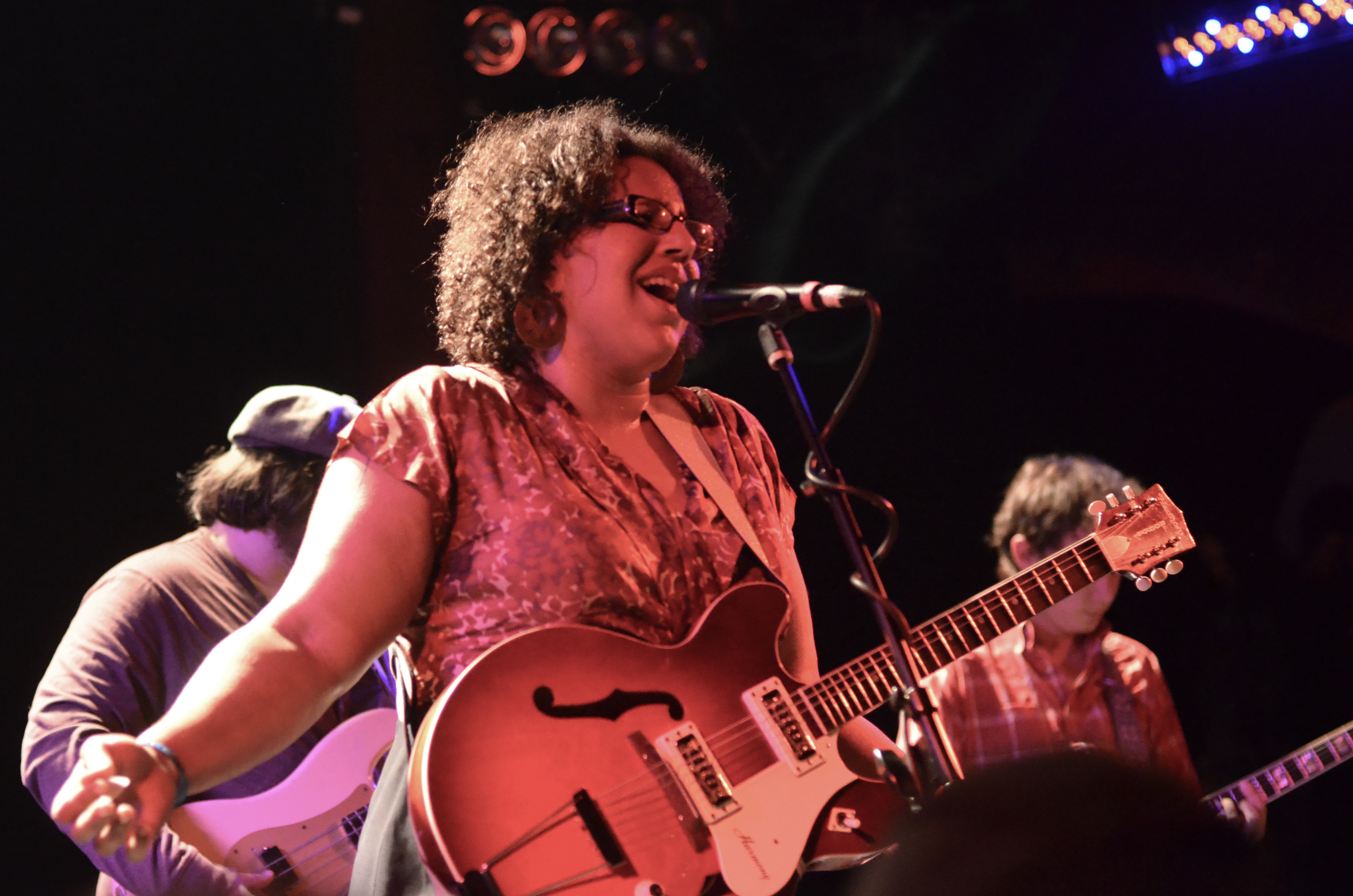
ブリタニー・ハワード（2012年）

- ブリタニー・ハワード（Brittany Howard）：リードボーカル、ギター
- ザック・コックレル（Zac Cockrell）：ベース、バッキング・ボーカル
- ヒース・フォッグ（Heath Fogg）：ギター、バッキング・ボーカル
- スティーヴ・ジョンソン（Steve Johnson）：ドラムス、パーカッション、バッキング・ボーカル

### ツアー・メンバー
- ベン・タナー（Ben Tanner）：ピアノ、オルガン、バッキング・ボーカル、ファルフィーサ・オルガン、パーカッション（2011年 - ）

## ディスコグラフィ

### アルバム
| タイトル                       | アルバム詳細                                                                             | チャート最高位 | チャート最高位 | チャート最高位 | チャート最高位 | チャート最高位 | チャート最高位 | チャート最高位 | チャート最高位 | チャート最高位 | チャート最高位 | 備考                                                |
| タイトル                       | アルバム詳細                                                                             | US             | AUS            | BEL            | DEN            | FRA            | IRE            | NL             | SWE            | SWI            | UK             | 備考                                                |
| ------------------------------ | ---------------------------------------------------------------------------------------- | -------------- | -------------- | -------------- | -------------- | -------------- | -------------- | -------------- | -------------- | -------------- | -------------- | --------------------------------------------------- |
| ボーイズ&ガールズ Boys & Girls | - 2012年4月9日発売 - ラフ・トレード、ATO、MapleMusic Recordings - 形態: CD、LP、音楽配信 | 6              | 36             | 4              | 18             | 62             | 5              | 7              | 34             | 48             | 3              | - RIAA: プラチナム - BPI: ゴールド - MC: プラチナム |
| サウンド&カラー Sound & Color  | - 2015年4月21日発売 - ラフ・トレード、ATO、MapleMusic Recordings                         | 1              | 6              | 12             | ?              | 41             | 12             | 4              | 37             | 10             | 6              | - RIAA: ゴールド - BPI: シルバー - MC: ゴールド     |

### EP
- Alabama Shakes (2011年9月13日)

### シングル
| タイトル           | 年   | チャート最高位 | チャート最高位 | チャート最高位        | チャート最高位 | チャート最高位 | チャート最高位      | チャート最高位 | 収録アルバム              |
| タイトル           | 年   | ベルギー（VL） | カナダ         | カナダ オルタナティヴ | カナダ ロック  | オランダ       | 米国 オルタナティヴ | 米国           | 収録アルバム              |
| ------------------ | ---- | -------------- | -------------- | --------------------- | -------------- | -------------- | ------------------- | -------------- | ------------------------- |
| "Hold On"          | 2012 | 60             | 81             | 11                    | 10             | 98             | 17                  | 93             | 『ボーイズ&ガールズ』     |
| "You Ain't Alone"  | 2012 | ?              | ?              | ?                     | ?              | ?              | ?                   | ?              | Live at Third Man Records |
| "I Ain't the Same" | 2013 | ?              | ?              | ?                     | 41             | ?              | ?                   | ?              | 『ボーイズ&ガールズ』     |

### ミュージック・ビデオ
| タイトル           | 年   | ディレクター                                                                    |
| ------------------ | ---- | ------------------------------------------------------------------------------- |
| "Hold On"          | 2012 | スティーヴン・シャーク（Stephen Shirk）・クリス・ハーシュマン（Chris Hershman） |
| "I Ain't the Same" | 2012 | ジェーン・ポラード（Jane Pollard）                                              |

### 映画の劇中曲
| 年   | 曲               | 収録映画                                           |
| ---- | ---------------- | -------------------------------------------------- |
| 2012 | "Always Alright" | 『世界にひとつのプレイブック』（サウンドトラック） |

## 受賞歴
| 年     | ノミネート対象       | 賞 | 結果       |
| ------ | -------------------- | --- | ---------- |
| 2012年 | アラバマ・シェイクス | 最優秀最新演奏へのQ賞（Q Award for Best New Act）                                                            | ノミネート |
| 2012年 | アラバマ・シェイクス | アメリカーナ音楽新人アーティスト年間特別賞（Americana Music Honors & Award for Emerging Artist of the Year） | 受賞       |
| 2013年 | アラバマ・シェイクス | グラミー最優秀新人賞（Grammy Award for Best New Artist）                                                     | ノミネート |
| 2013年 | 「Hold On」          | グラミー最優秀ロック・パフォーマンス賞（Grammy Award for Best Rock Performance）                             | ノミネート |
| 2013年 | アラバマ・シェイクス | BRIT外国グループ賞（BRIT Awards for International Group）                                                    | ノミネート |